# Geschiedenis van Haarlem

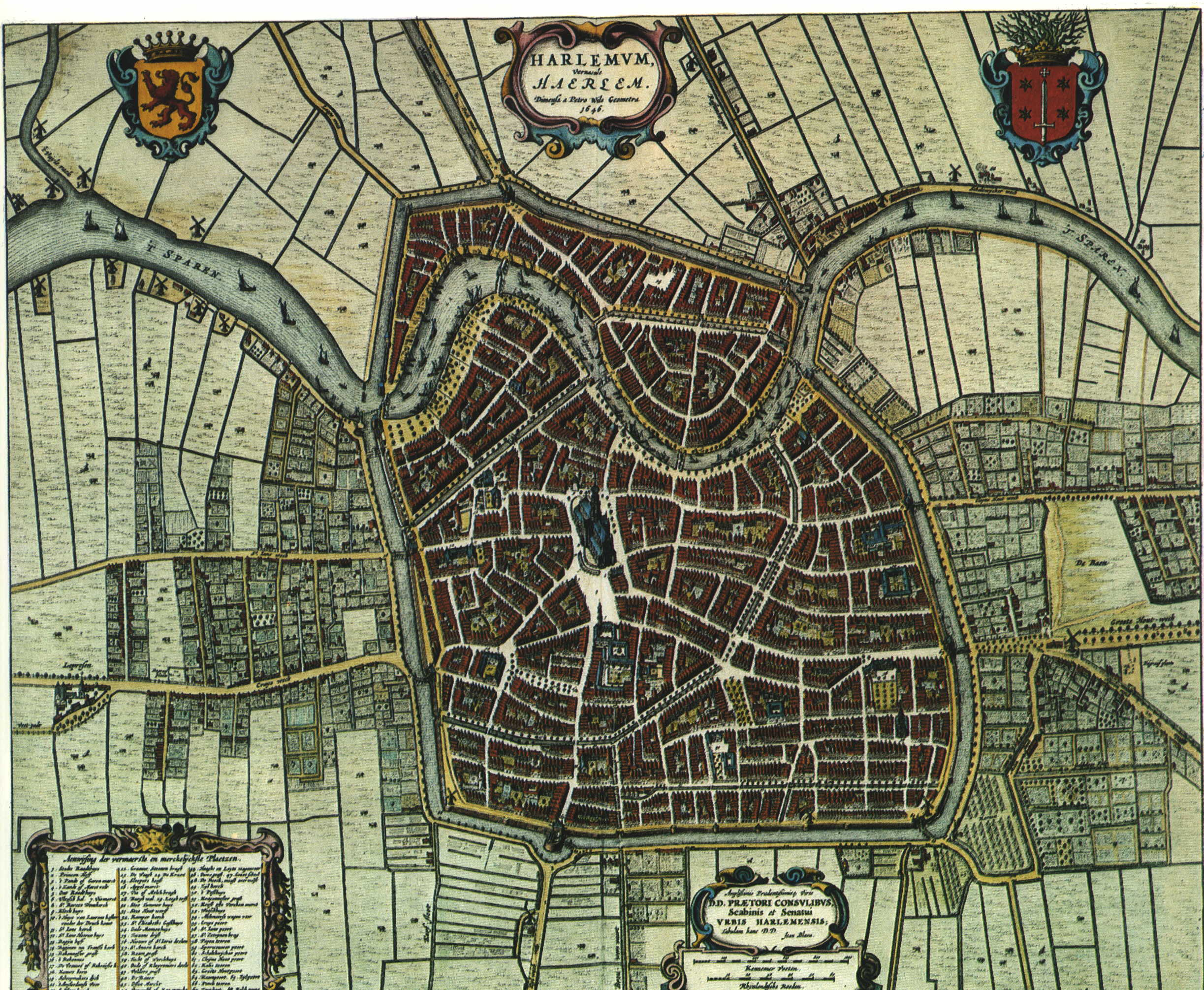
Kaart van Haarlem uit 1652

De geschiedenis van Haarlem gaat zeker tien eeuwen terug. De stad ontstond als geestnederzetting aan het Spaarne en de eerste vermeldingen dateren uit de tiende eeuw.

## Prehistorie-Romeinse tijd
Haarlem ligt tot Schoten op een noord-zuid lopende strandwal. Op deze wal werd al vroeg kleinschalige sedentaire akkerbouw bedreven in het laat-neolithicum en de daarop volgende bronstijd. Archeologisch materiaal dat daar op wijst bestaat voornamelijk uit scherven aardewerk van kleinere vindplaatsen in de stad zelf en uit de onmiddellijke omgeving. Ook grondsporen van bewerking met een eergetouw (haakploeg) in de zandgrond uit die tijd zijn gevonden. In de Waarderpolder werden enkele inheems-Romeinse aardewerkscherven uit de 1e-2e eeuw na Chr. gevonden.

## Middeleeuwen
De stad ontwikkelde zich aan de verbindingsweg tussen zuidelijke en noordelijke landstreken. Het werd een zetel van de graaf van Holland. in Harulahaima, 'huis op hoge zandgrond' in het Frankisch, zoals de naam in 948 geschreven werd in een document van de Sint Maartenskerk te Utrecht ter aanduiding van drie hoeven die tot haar bezit behoorden.

### Stadsrechten
Graaf Willem II van Holland verleende Haarlem op 23 november 1245 stadsrechten. In die tijd nam de graaf vaak het initiatief tot verlening van stadsrechten. Haarlem vroeg deze rechten op eigen initiatief aan. Men vroeg advies bij een stad die de rechten al had, namelijk 's Hertogenbosch in het hertogdom Brabant. Haarlem bedong in het eerste artikel vrijheid van tol voor haar handel over de rivieren en wegen in het hele graafschap Holland. Bij rechtspraak fungeerde een schout namens de graaf als aanklager. De schepenen van de stad waren behalve bestuurders ook rechters. Een uitspraak beëindigde een aangebracht geschil. Onderlinge twisten konden zo niet langer als een vete voortwoekeren. De straffen varieerden van boetes, tot verbanning of de doodstraf. Boeren uit de stad kregen het recht buiten de stad te zaaien en te oogsten. Dat vrouwen al een economische rol speelden blijkt uit de regel, dat een echtgenote geen schadevergoeding aan haar man verschuldigd was, als zij een volle oven brood of een brouwsel bier door ongeluk verloren had laten gaan.
De graaf bekrachtigde het charter dat in het Latijn op perkament was geschreven met zijn zegel in groene was, een zogenaamd jachtzegel. Hij had bij Haarlem een klein slot voor de jacht.

### Economie
Haarlem lag gunstig voor de ontwikkeling van bedrijvigheid en handel. Op de landweg van Alkmaar naar Den Haag en aan het Spaarne, die de stad noordwaarts verbond met het IJ, de Zuiderzee, en zuidwaarts met Zuid-Hollandse meren en rivieren, tot aan de Zeeuwse delta. Het duinwater was zuiver genoeg voor het brouwen van bier. Met schuiten werd het aangevoerd naar de brouwerijen, die aan het Spaarne lagen. Meer dan honderd kleine familiebedrijven deden goede zaken. Later door concurrentie van andere steden en hogere kosten werden het, tegen 1500 een kleine zeventig. Voor het bier werd behalve gerst, ook tarwe en vooral haver gebruikt, wat een dikker bier, het kuitbier, opleverde. De smaak en vooral ook de duurzaamheid werd verbeterd door toevoeging van een mengsel van kruiden, zoals gagel, moerasrozemarijn en laurierbes, gruit genoemd. Rond 1300 volgden de brouwers het Duitse idee na om hop, hopbelletjes, aan het brouwsel toe te voegen, met hetzelfde doel maar met een beter resultaat. Bier was de dagelijkse drank van jong tot oud en werd dus veel verkocht. De stadsbelasting op bier zorgde voor de helft van de inkomsten van de stad.
Voor de scheepvaart over de binnenwateren maakten of herstelden de bouwers op hun werven langs de rivier jaarlijks een vijftiental schepen. Vanaf de veertiende eeuw werd van Engelse wol laken bereid, een uitgebreid proces, van ongereinigde balen tot aan de fijn geweven gladde stof, in rode, groene of blauwe kleuren. Het duinwater en de duinen waren zeer geschikt om het gewaad vooraf te bleken. Ook sponnen wevers van de  vlasplantvezels het lijnwaad.

### Haarlemse verovering van Damiate
Het wapen van de stad zou terug te voeren zijn op deelname aan de Vijfde Kruistocht. De Haarlemse bijdrage aan deze tocht berust voornamelijk op een verhaal bedacht door Johannes a Leydis of Johannes van Leiden, prior van een klooster te Haarlem, in een kroniek over de Hollandse graven. De aanval van de kruisvaarders (1218) richtte zich niet op Jeruzalem zelf, stevig in handen van de moslims, maar op de stad Damietta (Damiate) aan de Nijlmonding, geen open haven maar ingericht als een fort. De Friezen in het gevolg van graaf Willem I slaagden erin de grote verdedigingstoren te veroveren en de zware ketting, waarmee de verdedigers de Nijl hadden afgesloten, los te maken. Het is natuurlijk niet mogelijk deze met een zaag onder een schip stuk te varen, zoals het verhaal wil. De feiten over dit gevecht zijn, op basis van een verslag van kardinaal-bisschop Olivier van Keulen, die namens de paus de leiding had, neergeschreven en geïllustreerd door de Engelse benedictijner monnik Matthew Paris, in een kroniek uit die tijd. 
Het Wapen van Haarlem, bestaande uit vier sterren, dat bij deze gelegenheid door de Duitse keizer Frederik II zou zijn uitgebreid met een zwaard en een kruis, dateert eerst van 1391. Het legendarische van het verhaal blijkt uit de rol de keizer hier toegeschreven. Die had in deze periode namelijk geen bemoeienis meer met het Nederlands gebied. Het motto ‘vicit vim virtus’ ('Moed heeft het geweld overwonnen') werd eerst na het Beleg van Haarlem toegevoegd. 
De Damiaatjes, de klokjes die in de Grote of Sint-Bavokerk elke avond tussen negen en halftien klingelen, oorspronkelijk om aan te duiden dat de stadspoorten gesloten werden, hebben niet aantoonbaar iets met het beleg van Damietta van doen. Maar de legende is wel oud. Volgens een document uit 1562 werden ze geschonken door de laatste bisschop van Haarlem, Nicolaas van Nieuwland. In de stadsrekeningen is echter al eerder sprake van klokjes, eerst in de voormalige Westertoren, daarna in de dakruiter van de Bavo, om het einde van de werkdag en het doven van het vuur in de werkplaatsen af te kondigden.

### Geloof
Het christendom werd gebracht door zendelingen uit Engeland en Ierland, monniken en bisschoppen van de Benedictijner orde. Hun taal, het Angelsaksisch, verschilde niet zo veel van het Oudfries, dat toen in de kustgebieden van de rivier Eems tot aan Zeeland werd gesproken. Missionaris Wynfreth, later Bonifatius genoemd, stichtte op een zandrug in Felison (Velsen) een houten kerkje in het begin van de achtste eeuw. De uitbreiding van het geloof was  moeilijk door de strijd met de Friezenleider Redbad en de invallen van de Vikingen. Maar rond het jaar 1000 is er sprake van een kerkje in Haarlem als dochterkerk van Velsen. Het kerkje werd gewijd aan de heilige Bavo, een kluizenaar uit Gent. De keus voor deze beschermpatroon was waarschijnlijk te danken aan het huwelijk van de graaf van Holland Dirk II met de dochter van de graaf van Vlaanderen. Relikwieën van de heilige zouden door monniken uit de Baafs abdij te Gent mee zijn genomen, voor de kapel van de graaf in Haralem en voor zijn klooster in Egmonde (Egmond).
Nadat de plaats stadsrechten had verworven maakten vooraanstaande burgers en de graaf de vestiging van kloosters mogelijk. Tegen 1500 waren dat twaalf vrouwenkloosters en acht mannenkloosters op een bevolking van ongeveer 10.000 inwoners. Graaf Floris V van Holland schonk ruimte achter zijn hof aan het Sant, de Grote Markt, aan de Dominicanen. Zielzorg en prediking waren hun taak. In het herbouwde verblijf, nu stadhuis, is de oude kloosterhof nog aanwezig. Een Haarlemse ridder gaf met steun van de vader van Floris zijn huis en andere gebouwen aan de orde van Karmelieten. Beide bedelordes mochten geen eigen bezit hebben en leefden van gaven. Niet alleen binnen de stad mochten zij prediken maar in het hele graafschap. In de dertiende eeuw komt uit de burgers een nieuwe impuls van het geestelijk leven voort. Vrouwen, die een gelofte van kuisheid en armoe hadden afgelegd, begijnen, gingen samen wonen in een convent. Met andere gebouwen voor hun onderhoud en een kerkje vormde dit een begijnhof. De kloosters trokken in deze periode van kerkelijke verbeteringen en nieuwe geestelijke ordes meer gelovigen uit de eigen stad. Ook de kloosterkerken werden soms meer bezocht dan de eigen parochiekerk. De belangrijke plaats van geloof in het leven bleek uit de religieuze taken van de gilden, zoals het houden van een processie, het bidden en branden van kaarsen voor het zielenheil in een eigen kapel in de parochiale Grote Bavo kerk. Een opvallende kloosterorde in de stad was die van de Johannieters, een ridderorde met een oorsprong in het Heilige Land, waarvan de Janskerk nog een herinnering is.

### Politiek
Het graafschap  begon als een Frankisch leen vanaf eind negende eeuw met als graaf een verwant van de Friese koningen. Deze en de opvolgende graven van Frisia, “comes Fresonum” in de acten, beheersten bezittingen in een gebied van Texla (Texel) tot aan Dordrecht, het voormalig eigendom van de verslagen Vikingleider Godfried met de Baard. Later kregen deze bestuurders Zeeland in leen van de graaf van Vlaanderen en speelden ze een rol in de internationale politiek van die dagen. De graven, die zich vanaf 1100 graaf van Holland noemden, streefden naar uitbreiding van hun macht in het gebied van de Maas, Utrecht en West-Friesland. De West-Friese boeren waren eeuwenlang een taaie tegenstander. Twee graven vonden hier de dood op een militaire expeditie.
Haarlem werd een nieuw bestuurlijk en militair bolwerk van de graven. Zo raakte de stad betrokken bij het verzet van de boeren uit Waterland en West-Friesland tegen nieuwe belastingen. De boeren maakten daarbij gebruik van onderlinge opvolgingstwisten in het grafelijk huis. In 1155 drongen tegenstanders het nog onbeschermde stadje binnen en verbranden grafelijke huizen en schuren. Ruim een eeuw later liep verzet van de Kennemer bevolking stuk op de omwalling van de stad en werden ze door een uitval van de Haarlemmers verdreven. In de Hoekse en Kabeljauwse twisten was Haarlem in 1425 Kabeljauws. Pretendent Jacoba van Beieren tegen de Bourgondische vorst Filips de Goede zocht, na een militaire tegenslag, steun bij inwoners van Kennemerland. Troepen van Kennemers en vendels met Jacoba  drongen op Haarlem aan legden een beleg rond de stad. De stadsgouverneur Jacob van Gaasbeek liet een groot deel van de Haarlemmerhout kappen, mogelijk om de tegenstander beter in het zicht te hebben en te voorkomen dat deze het hout gebruikte voor aanvalswerktuigen. Gelderse ruiters in dienst van Haarlem deden een uitval en vernietigden belegeringswerktuigen. Het beleg verliep al spoedig toen Philips van Bourgondië troepen uit Vlaanderen zond. Zie verder Beleg van Haarlem (1426)

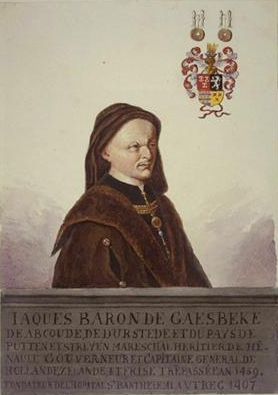
portret van Jacob van Abcoude

Toen de nasleep van Hoekse en Kabeljauwse twisten een nieuwe legerbelasting, het ‘ruitergeld’, vereiste ontstond onder de verarmde burgers en boeren opnieuw verzet. Het waren 'schamele ghesellen die niet en hadden te verliesen', schreef Cornelius Aureus of Cornelis Geritsz, een augustijnse kanunnik uit Gouda,  in zijn kroniek over Holland. Rond Hoorn verzamelden ze zich. Op  hun vanen waren een kaas en een brood geschilderd om te tonen, dat het hun alleen om het pure lijfsbehoud ging. Een aanvoerder van de  bijna verslagen Hoekse factie probeerde in dit water te vissen. De stadhouder Jan van Egmond was tot overleg bereid. Ook de stad Haarlem probeerde te  bemiddelen. Maar het Kaas- en Broodvolk veroverde twee dwangburchten ten oosten van Alkmaar en trokken april 1492 op naar Haarlem. Door de stijgende graanprijzen en belastingen verarmde bewoners en brouwers van de Bakenes openden de poort. Enkele aanzienlijke Haarlemmers en de belastingpachter Claes van Ruyven, die  naar het stadhuis waren gevlucht, kregen geen vrijgeleide en werden vermoord. West-Friezen, Kennemers  Alkmaarders en Haarlemmers waren betrokken bij de plundering in de stad. Een leger van een zesduizend man, waarvan 2500 uit Haarlem en 3500 uit Alkmaar, ging op weg naar Leiden, dat ondertussen door de stadhouder in staat van verdediging was gebracht. Toen in mei de te hulp geroepen veldheer in  Bourgondische dienst Albrecht van Saksen een van zijn kapiteins op de opstandelingen bij Heemskerk afstuurde was het gauw gedaan. Ook al omdat de Haarlemmers onder Pieter van Leeuwenwerf van de strijd met de Duitse troepen afzagen en terugkeerden naar de stad. Uit de procesgegevens van 73 veroordeelde rebellen blijkt, dat  de meeste uit een stad kwamen. Sommigen waren brouwer, hadden  in de lakennijverheid of als volder gewerkt. Ook waren er kleine boeren, rondtrekkende koperslagers, ketellappers en zwervers. De stad kreeg zware boetes opgelegd.
De stad herbergde zelf ook tegenstellingen door factiestrijd, aangewakkerd door de wisselende samenstelling van Hoeks en Kabeljauws gezinde facties. Vaak waren politieke invloed of ambten in het spel. De stedelijke  overheid poogde door een verplichte bijlegging, een ‘zoen’, partijen tot overeenstemming te brengen. Maar slaagde niet altijd de partijen, familieleden, vrienden, knechten,  nader tot elkaar te brengen.  In 1424 bracht de aanwezigheid van graaf Albrecht van Beieren geen uitkomst bij zo’n poging. De verbitterde verwanten van de gedode Simon van Zanen drongen het stadhuis binnen en verschaften zich het stadsbanier. Eerst de opvolgende graaf, Willem VI, slaagde erin met forse boetes de vete bijleggen.

### Onderwijs
De kerk stond aan het begin van de school. De zendelingen uit het Angelsaksische Engeland hadden ervaring op hun scholen. De school van een klooster ontving leerlingen die door hun ouders voor een kerkelijk of bestuurlijk  ambt bestemd waren uit de verre omtrek. Het eerste jaar begon  met leren schrijven, de kennis van het Latijn en het zingen in die taal bij diensten in de kloosterkerk. Daarna kwam grammatica en leerden ze een duidelijk betoog houden in het Latijn. De met de hand geschreven boeken waren duur. Scholieren schreven de les op leitjes. Veel moest uit het hoofd worden geleerd. Om dat gemakkelijker te maken was een boek vaak in vraag en antwoord of op rijm  geschreven. Bij niet goed werk strafte de onderwijzer met een roe.
Het aantal kerken nam toe. Voor de kerkgemeente ontstonden scholen vooral na 1200 in de steden. De burgers met bezit konden een school betalen. Graag luisterden ze naar het koorzingen van de jongens. De scholieren kwamen nu vaker uit de stad zelf. De gemiddelde leeftijd in Nederland voor opleiding werd jonger, van vijftien tot in deze tijd rond het achtste jaar. De stad nam het onderwijs van de kerk over in de grote of Latijnse school. Jongens kregen  vier jaar les in de kennis van Latijn, in de taalbeheersing of retorica, en daarna in de vakken filosofie en wiskunde. Voor een hogere opleiding moesten ze naar een universiteit, in Duitsland, Frankrijk of Italië. In 1389 schonk graaf Albrecht van Beieren een Latijnse school aan de stad dicht bij de Grote Markt. De Noorder en Zuiderschoolsteeg geven nog de plaats aan. Geestelijken verzorgden het onderwijs.

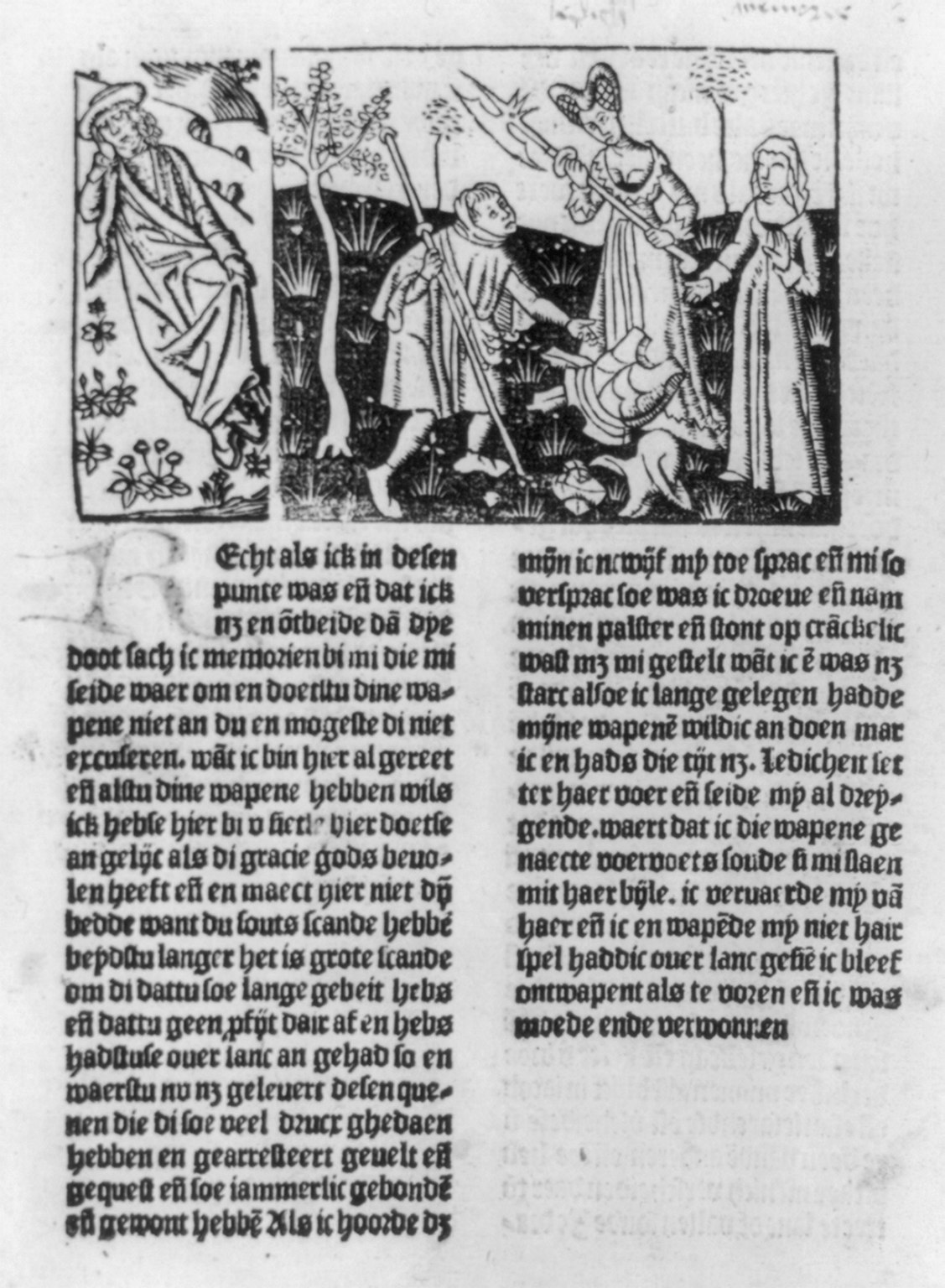
Illus. in: Guillaume de Deguilleville, Le Pélerinage de vie humaine, Dutch; Haarlem, Jacob Bellaert, 20 Aug. 1486.

### Boeken
De literatuur in Haarlem begint met een rest van een berijmde ridderroman, over een ridder uit het gevolg van Karel de Grote, die merkwaardig genoeg Guillaume d’Orange of Willem van Oringen heette. De schrijver zou een Claes van Haarlem zijn, waarmee misschien Nicolaas Persijn wordt bedoeld, een vertrouweling van Willem II uit een Waterlands ridder geslacht. De Haarlemse kloosters hadden een aanzienlijke boekenschat. Ook de gelovige burger religieuzen, begijnen, beschikten over een groot aantal boeken, waaruit vaak een verbinding blijkt met de gedachten van de Moderne Devotie.  Een geïllustreerd boek met preken en evangelieteksten voor elke zondag, ‘Nuttelijc Boec’, werd rond 1400 in het Nederlands samengesteld door een geestelijke van het Karmelieten klooster.
Naast verhalen om te lezen waren er ook verhalen om naar te luisteren. Door Holland trokken vertellers van verhalen, sprokes, ernstige maar ook vaak luchtige of spottende gedichten. Sprookspreker Dirk Mathijsz schreef een gedicht over Haarlem, dat hij aan graaf Albrecht heeft voorgedragen toen die in Haarlem was. Hij beschrijft de graanakkers, het Haarlemmerhout, het bos ten zuiden, ‘een foreest bi suden’, waar het zo voortreffelijk jagen was en goed voor het brandhout. Hij noemt de zee vol vis en: ‘Nu hebben die van Haerlem een manier Dat si brouwen dat beste bier Dat men drinct in menich lant In Vlaender, Zelant ende oec in Brabant’.
In het laatste kwart van de vijftiende eeuw drong in Nederland de techniek van het drukken met losse loden letters door. In Haarlem vestigde zich Jacob Bellaert, een drukker uit Zierikzee. Deze drukte in korte tijd in de jaren tachtig een groot aantal boeken, meestal van levensbeschouwelijke en soms van algemeen wetenschappelijke aard in het Nederlands. Een van zijn uitgaven was die van een middeleeuwse encyclopedie, die vertaald heette, ‘Over de eigenschappen van de dingen’, ‘Van den proprieteyten der dinghen’, uit 1485. Opvallend zijn de talentvolle illustraties in houtsnede bij deze boeken, door een niet met naam bekende meester. De uitgaven vonden waarschijnlijk weinig afzet bij de Haarlemse elite. De drukker heeft zijn activiteiten in de stad beëindigd, maar  heeft wel exemplaren van het begin van de boekdrukkunst, incunabelen, nagelaten.
Dat een Haarlemse koster, Laurens Janszoon Coster, de kunst van het drukken met losse letters zou hebben uitgevonden, is beschreven door Adriaen de Jonghe, of Hadrianus Junius, rector van de Latijnse school en arts. Hij schreef het  verhaal in zijn geschiedeniswerk  ‘Batavia’ (1588), dat leest als een pleitrede om bestaande ideeën die in geletterde kringen in Haarlem bestonden  te bewijzen. Een knecht Faustus zou de vondst gestolen hebben en in Mainz, de stad van Gutenberg, een eigen drukkerij hebben opgezet. Al  bij de negentiende-eeuwse historicus Robert Fruin bestond twijfel aan de waarheid. Vanaf de jaren tachtig van de twintigste eeuw is meer onderzoek gedaan, waaruit niet blijkt dat er een drukker van die naam is geweest.

### Schilderkunst

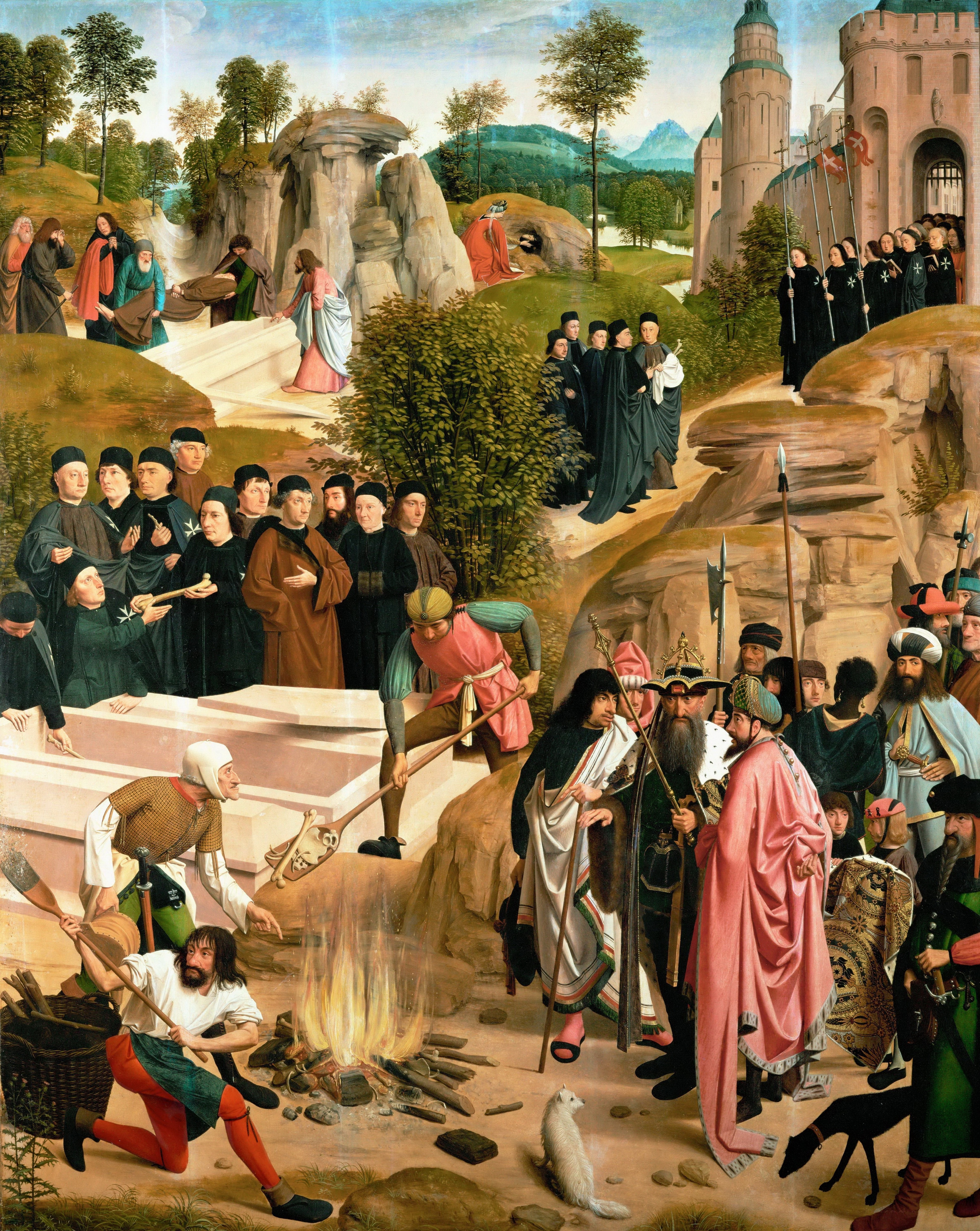
Geertgen tot Sint Jans,Geschiedenis van het gebeente van Johannes de Doper (ca.1484), Kunsthistorisches Museum, Wenen

De teken en graveerkunst ontplooide zich met de schilderkunst in Nederland en Vlaanderen na 1400. De schilders gebruikten verfstoffen gemengd met eigeel en water, tempera, op voorbewerkte panelen. De kleuren zijn daardoor helder en glanzend. In Haarlem zou de kunstschilder Dieric Bouts geboren zijn. Hij vestigde zich in Leuven en behoort tot de opbloei van de Vlaamse schilderkunst. Albert Ouwater, waarschijnlijk afkomstig uit Oudewater, schilderde een opwekking van Lazarus. Een schilderij dat zo gewaardeerd werd, dat het een eeuw later als roofbuit door de Spanjaarden werd meegenomen. Deze schilder was de leermeester van het grootste laat middeleeuwse Nederlandse schilderstalent, Geertgen tot Sint Jans (ca. 1460- ca. 1490). Misschien is hij in Leiden geboren. Hij werd op jonge leeftijd lekenbroeder van het Sint Jans klooster te Haarlem en stierf daar voor zijn dertigste jaar. Zijn stijl, slanke, popperige figuren met nogal eivormige hoofden met lang voorhoofd, is zo kenmerkend, dat naast een zevental met zekerheid toe te wijzen schilderijen nog bijna evenveel andere aan hem zijn te schrijven. De voorstellingen hebben een even poëtische als realistische waarde. Karel van Mander schreef in zijn Schilder-boeck bewonderend over de gevoelswaarde van de Bewening van de dode Christus en dat de grote Albrecht Dürer met bewondering naar het werk van Geertgen gekeken had.

## 15e en 16e eeuw

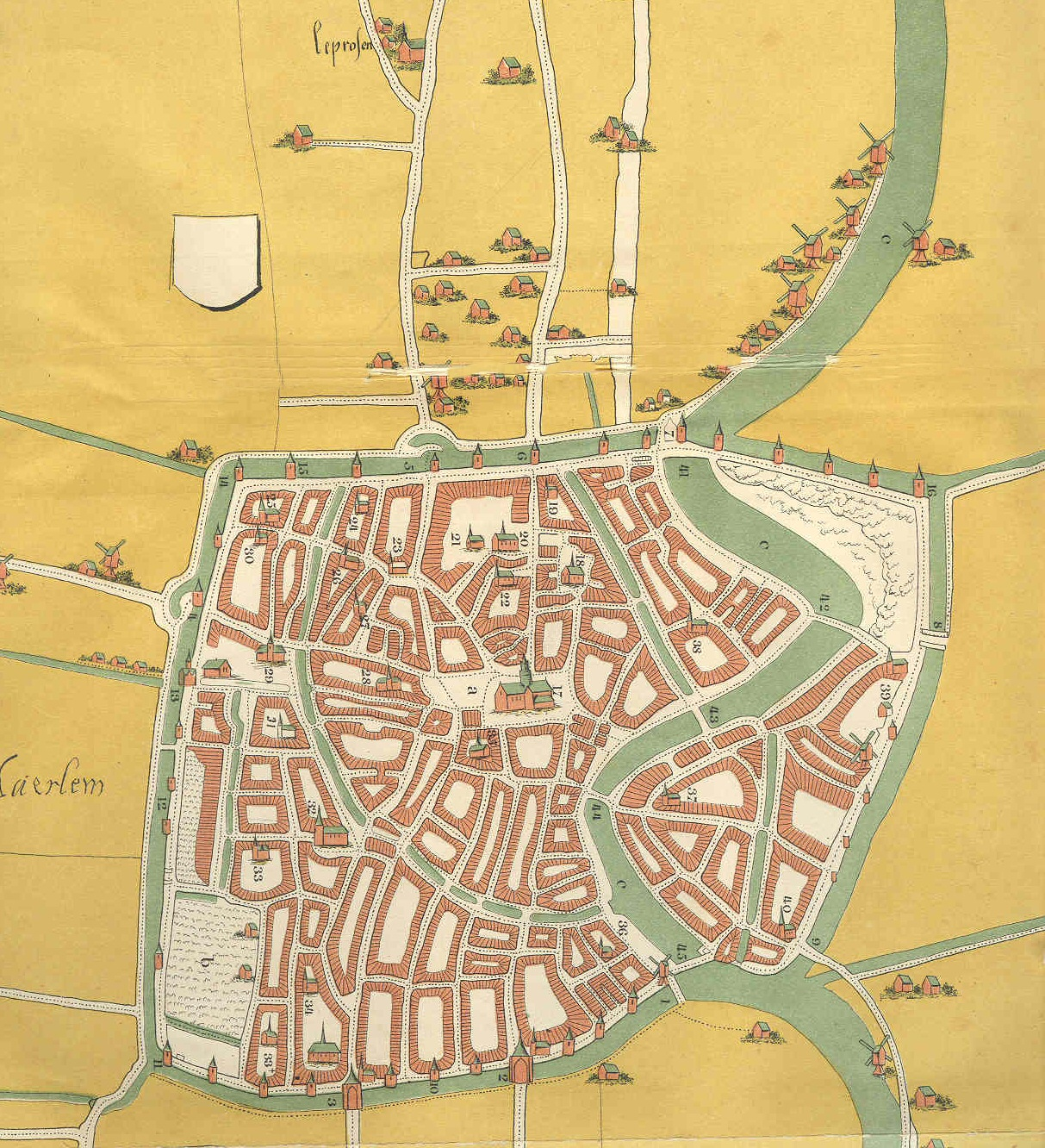
Kaart van Haarlem omstreeks 1550

In 1429 kreeg de stad het tolrecht. Het laat-middeleeuwse Haarlem kende textielnijverheid, scheepsbouw en veel bierbrouwerijen. De welvaart werd nadelig beïnvloed door de Hoekse en Kabeljauwse Twisten, de Opstand van het Kaas- en Broodvolk en de Tachtigjarige Oorlog. Toch was Haarlem aan het begin van de 16e eeuw een van de zes grootste Hollandse steden met elk meer dan 10.000 inwoners (de andere waren Leiden, Amsterdam, Dordrecht, Delft en Gouda). In 1559 werd het bisdom Haarlem opgericht, met Nicolaas van Nieuwland als eerste bisschop. In 1566 ontkwam de stad aan de Beeldenstorm, doordat stadssecretaris Dirck Volkertsz. Coornhert de deuren van de kerken gesloten hield.
In 1573 viel de vesting Haarlem na een maandenlange Spaanse belegering door Fadrique Álvarez de Toledo (don Frederick), zoon van de gevreesde hertog van Alva. Deze periode staat bekend als het Beleg van Haarlem, na de maandenlange belegering waren de Haarlemmers door honger gedwongen zich over te geven, Haarlem werd een Spaanse en dus katholieke enclave. Tijdens de Spaanse bezetting leed de bevolking onder honger, pest en Spaanse strafmaatregelen tegen aanhangers van de reformatie zoals ophanging en verbranding. De stadsbrand van 1576 legde zo'n kwart van Haarlem in de as. Deze brand was veroorzaakt door een Duitse soldaat in Spaanse dienst. De Spanjaarden vertrokken in 1577 nadat het Akkoord van Veere was gesloten. In dat akkoord stond dat de Spanjaarden Haarlem zouden verlaten op voorwaarde dat er gelijkheid zou zijn tussen de katholieken en de protestanten. Overigens namen de protestanten al snel de macht over alsof er nooit een verdrag was geweest.
In 1581 diende Haarlem een schadeclaim in bij de Staten van Holland voor de schade die het beleg en de stadsbrand hadden veroorzaakt. Als vergoeding kreeg Haarlem alle in beslag genomen bezittingen van de katholieke kerk, dat bracht een behoorlijk bedrag met zich mee want de stad stond vol kloosters en andere kerkelijke bezittingen. Zo kreeg Haarlem geld om de schade te herstellen. Nadat de rust in Haarlem was teruggekeerd kwamen er veel Vlaamse en Franse immigranten naar de stad, zij bezorgden de Haarlemse linnennijverheid een nieuwe bloeiperiode.

## 17e en 18e eeuw

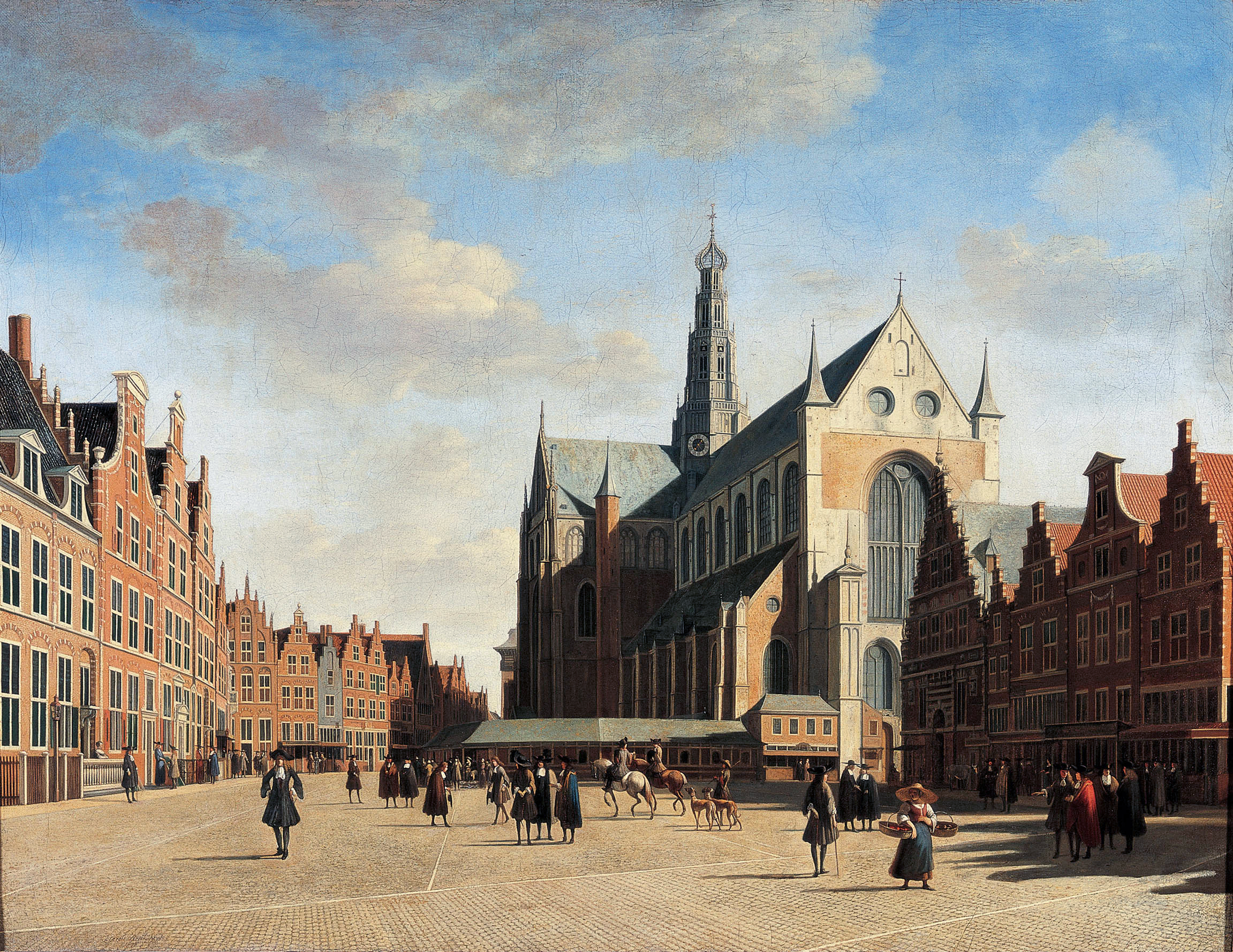
Gerrit Adriaensz. Berckheyde: De Grote Markt in Haarlem (1696)

De bevolking van Haarlem groeide tot 40.000 inwoners in 1622 en 55.000 inwoners aan het einde van de 17e eeuw, waarmee Haarlem na Amsterdam en Leiden in grootte de derde stad was van de Republiek der Zeven Verenigde Nederlanden. In 1631 werd Haarlem met Amsterdam verbonden via de trekvaart. Het systeem van trekvaarten en trekschuiten gaf Holland in de 17e eeuw een voor die tijd zeer efficiënt transportsysteem. Van 1635 tot 1637 woedde er in Haarlem een pestepidemie waaraan een kwart van de bevolking bezweek. In de 18e eeuw raakte de textielnijverheid in Haarlem - net als in Leiden - ernstig in verval. Tegen 1800 was het inwonertal teruggevallen tot ongeveer 20.000. In 1658 stichtte de Nederlander Peter Stuyvesant Nieuw Haarlem aan de oostkust van Noord-Amerika. Later ging dit als de wijk Harlem deel uitmaken van de stad New York.

## 19e en 20e eeuw

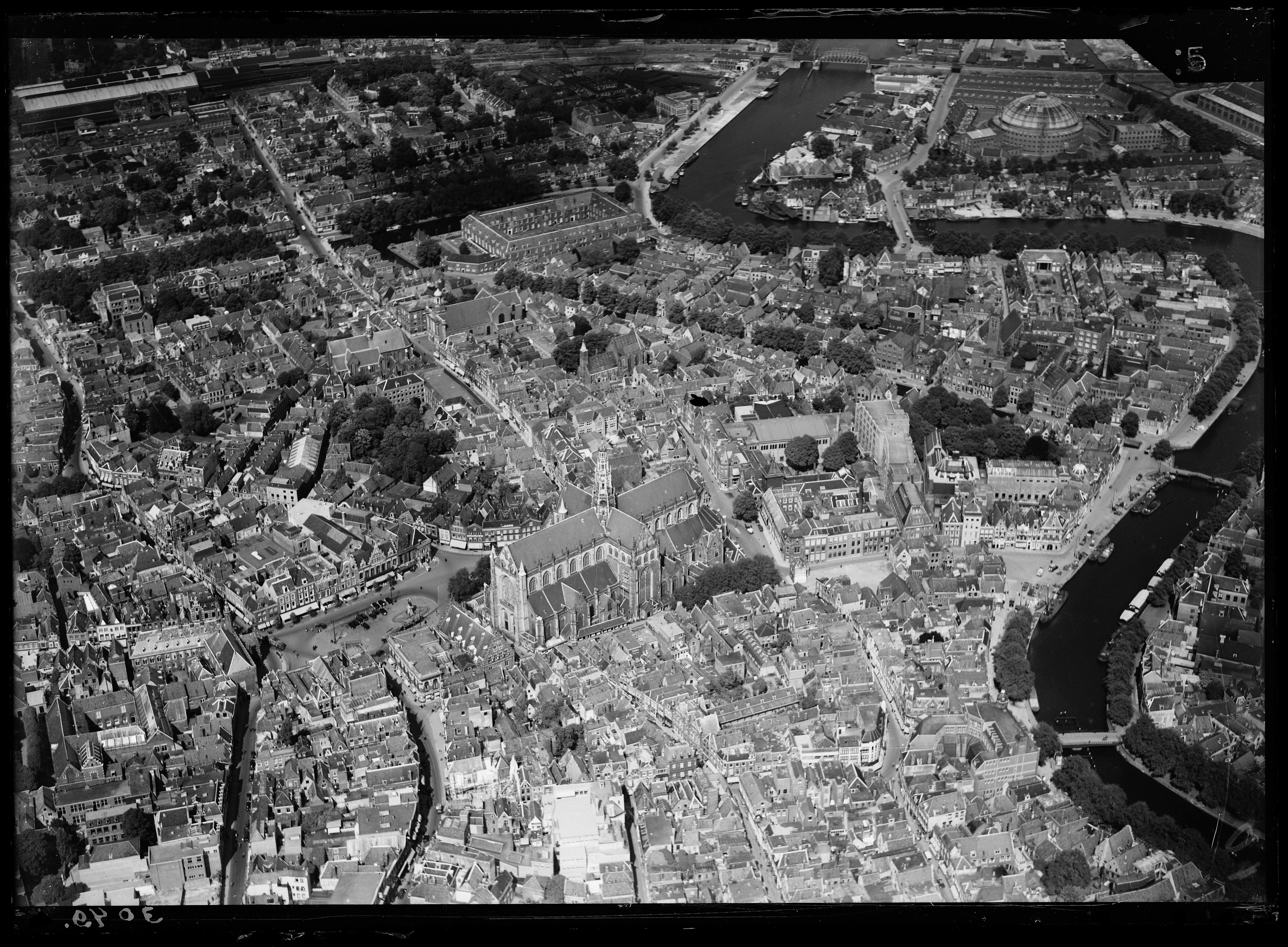
Luchtfoto van de binnenstad (1920-1940), Nederlands Instituut voor Militaire Historie.

In de 19e eeuw eeuw werden de vestingwerken ontmanteld en vervangen door plantsoenen (Jan David Zocher). In 1839 reed de eerste Nederlandse trein tussen Amsterdam en Haarlem. In 1843 werd de spoorlijn verlengd naar Leiden. Toen in 1853 de bisschoppelijke hiërarchie in Nederland werd hersteld (zie: Aprilbeweging), werd Haarlem bisschopszetel. Tussen 1895 en 1930 werd er aan de rand van de oude binnenstad een nieuwe kathedraal gebouwd, in neo-Byzantijnse stijl, de Kathedrale Basiliek Sint Bavo. Architect was Jos Cuypers, zoon van de beroemde Pierre Cuypers. Op 1 mei 1927 werd de gemeente Schoten deel van Haarlem. Na de uitvinding van de boekdrukkunst, die vroeger aan de Haarlemmer Laurens Janszoon Coster werd toegeschreven, kreeg Haarlem een blijvende reputatie als drukkersstad, en is de huidige zetel van de Staatsdrukkerij: Joh. Enschedé. Later is daar een reputatie als schrijversstad bijgekomen: veel bekende schrijvers zijn er geboren, of werkten er.

## 21e eeuw
Haarlem heeft een woningbouwopgave van het rijk, waardoor er op verschillende locaties bouwprojecten voor huizen, winkels en voorzieningen op stapel staan of uitgevoerd worden. Dit betreft onder meer de volgende locaties: Raaks, Spoorzone, Ripperda, Stadion Oostpoort (HFC Haarlem), Stadsschouwburg Haarlem.